# Aonidia elaeagna
Aonidia elaeagna är en insektsart som beskrevs av William Miles Maskell 1897. Aonidia elaeagna ingår i släktet Aonidia och familjen pansarsköldlöss. Inga underarter finns listade i Catalogue of Life.